# Thomas Metcalfe, 4. Baronet

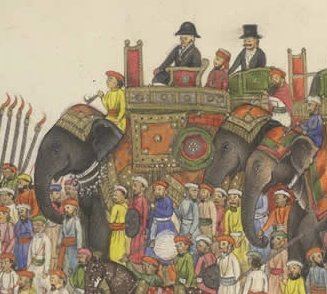
Thomas Metcalfe auf einer Zeichnung aus dem Delhi Book, einem Band mit 120 Bildern indischer Künstler, den Metcalfe 1844 seinen Töchtern nach England schickte. Dargestellt ist Metcalfe (Mitte oben, auf dem roten Stuhl) während einer Prozession anlässlich des indischen Idfestes.

Sir Thomas Theophilus Metcalfe, 4. Baronet (* 2. Januar 1795; † 3. November 1853) war ein britischer Zivilbeamter und Diplomat der Britischen Ostindien-Kompanie. Von 1835 bis 1853 war er Resident in Delhi.

## Leben
Metcalfe war der dritte Sohn des Sir Thomas Theophilus Metcalfe, 1. Baronet (1745–1813), aus dessen Ehe mit Susannah Selina Sophia Debonnaire (1756–1815). Sein Vater war von 1796 und 1807 Unterhausabgeordneter und diente als Major in der Bengal Army und war von 1789 bis 1812 Direktor der Britischen Ostindien-Kompanie.
Metcalfe besuchte die Grundschule von Bromley in Kent sowie das Eton College. Im Alter von 17 Jahren reiste er 1812 nach Indien. Nach einem mehrmonatigen Studium am Fort William College in Kalkutta trat er in die Zivilverwaltung der Britischen Ostindien-Kompanie ein und reiste im Oktober 1813 nach Delhi, um für seinen Bruder Charles zu arbeiten, der kürzlich zum britischen Residenten am dortigen Hof des Mogulreiches ernannt worden war. Er blieb die nächsten vierzig Jahre ununterbrochen in Delhi. Von 1819 bis 1822 war er Assistant Resident unter Sir David Ochterlony, anschließend diente er erneut unter seinem Bruder Charles während dessen zweiter Amtszeit als Resident (1825–1827). Im Jahr 1835, nach der Ermordung von William Fraser, wurde er selbst Zivilkommissar und Agent des Generalgouverneurs (civil commissioner and agent to the governor-general), wie der Posten des Residenten damals genannt wurde. In dieser Position, die er bis zu seinem Tod im Jahr 1853 innehatte, führte er nicht nur die diplomatischen Beziehungen des Unternehmens zum Mogulhofes, sondern war auch für die Zivilverwaltung des Territoriums von Delhi verantwortlich.
Nach dem Tod seiner älteren Brüder Sir Theophilius John Metcalfe, 2. Baronet (1784–1822) und Charles Theophilus Metcalfe, 1. Baron Metcalfe (1785–1846), die beide keine Söhne hinterließen, erbte er 1846 den 1802 seinem Vater verliehenen Adelstitel als 4. Baronet, of Chilton in the County of Berks.
Zu den von ihm verfolgten Zielen gehörte insbesondere die Sicherstellung, dass nach dem Tod von Bahadur Shah II. die Herrschaftsrolle der Mogule erlöschen sollte (sogenannte Doctrine of Lapse). Bahadur Shah dagegen versuchte, letztlich erfolglos, seinen Lieblingssohn Mirza Jawan Bakht als Thronfolger durchzusetzen.
Am 3. November 1853 starb er im Alter von 58 Jahren unter merkwürdigen Umständen. Seine Familie vermutete eine Vergiftung im Auftrag von Zinat Mahals, der Mutter von Mirza Jawan Bakht.

## Ehen und Nachkommen
In erster Ehe heiratete er 1815 Grace Clarke († 1824). Mit ihr hatte er zwei Söhne, die beide noch im Kindesalter starben.
In zweiter Ehe heiratete er 1826 Félicité Anne Browne († 1842). Mit ihr hatte er vier Töchter und zwei Söhne:
- Georgiana Charlotte Theophila Metcalfe († 1872), ⚭ 1853 Sir Edward Fitzgerald Campbell, 2. Baronet;
- Emily Anne Theophilia Metcalfe († 1960), ⚭ 1850 Sir Edward Clive Bayley;
- Eliza Debonnaire Theophilia Metcalfe († 1909), ⚭ 1860 Daniel Peploe Peploe;
- Sophia Selena Theophilia († 1841);
- Sir Theophilus John Metcalfe, 5. Baronet (1828–1883), ⚭ (1) 1851 Charlotte Low, ⚭ (2) 1876 Katharine Dempster-Metcalfe;
- Charles Theophilus Metcalfe (1837–1892), ⚭ (1) 1857 Ellen Georgiana Babington Peile, ⚭ (2) 1883 Esther Eddis.